# Nationalratswahl in Österreich 1949
- KPÖ: 5
- SPÖ: 67
- ÖVP: 77
- VDU: 16

- Regierung: 144
- Opposition: 21

Die Nationalratswahl am 9. Oktober 1949 war die sechste in der Geschichte der Republik Österreich und zugleich die zweite nach der Zeit des Nationalsozialismus. Stärkste Partei wurde die ÖVP mit Bundeskanzler Leopold Figl, die zwar in absoluten Zahlen an Stimmen hinzugewann, deren Anteil an der stark vergrößerten Gesamtwählerzahl aber zurückging, und die so ihre absolute Mandatsmehrheit einbüßte. Die SPÖ unter Adolf Schärf verlor einen etwa gleich großen Prozentsatz wie die ÖVP und wurde zweitstärkste Partei. Die neu gegründete Wahlpartei der Unabhängigen (WdU) schaffte auf Anhieb den Sprung über die Grundmandatshürde und wurde drittstärkste Kraft noch vor der KPÖ, die ein Wahlbündnis mit den Linkssozialisten eingegangen war („Linksblock“) und deren Stimmenanteil in etwa gleich blieb.
Wahlberechtigt waren 4.391.815 Menschen – wesentlich mehr als vier Jahre zuvor. Über 500.000 als „minderbelastet“ eingestufte ehemalige Nationalsozialisten, die bei der ersten Nachkriegswahl 1945 ausgeschlossen gewesen waren, durften diesmal wählen und gewählt werden. Von diesen Stimmen profitierte vor allem die neugegründete WdU. Die Wahlbeteiligung betrug 95,49 Prozent (1945: 93,27 Prozent).

## Hintergrund
Von den rund 556.000 registrierten ehemaligen Nationalsozialisten wurden nach dem Nationalsozialistengesetz von 1947 rund 90 Prozent als „minderbelastet“ eingestuft. Sie erhielten das aktive und mit der Amnestie von 1948 auch das passive Wahlrecht zurück. Mit der Wahlpartei der Unabhängigen, der Vorläuferpartei der FPÖ, gründete sich eine Partei, die zum Sammelbecken für die ehemaligen NSDAP-Mitglieder wurde. Allerdings warben auch ÖVP und SPÖ um die Stimmen der ehemaligen Nationalsozialisten. Die SPÖ ließ Hunderttausende Flugblätter mit einer „Gewissensfrage an jeden ehemaligen Nationalsozialisten“ drucken, mit denen intensiv um die Stimmen der ehemaligen Nationalsozialisten geworben wurde („Wer vergessen hat, daß wir national und sozialistisch waren, wird heute zur ÖVP gehen.“).
Im November 1947 verließ die KPÖ die seit Dezember 1945 bestehende Konzentrationsregierung. Der einzige kommunistische Minister Karl Altmann trat von seinem Posten als Leiter des Ministeriums für Energiewirtschaft und Elektrifizierung zurück. Grund dafür war sein Protest gegen die zweite Währungsreform, die zu einer finanziellen Schlechterstellung der unteren Einkommensschichten geführt habe. ÖVP und SPÖ bildeten in der Folge eine Große Koalition, die sich 1949 erstmals den Wählern stellte.
Am gleichen Tag wie die Nationalratswahl fanden die Landtagswahlen in den neun Bundesländern statt.

## Endergebnis
| Wahlwerber                                                         | Stimmen   | Anteil | Anteil   | Mandate | Mandate |
| Wahlwerber                                                         | Stimmen   | 1949   | ± %-Pkte | 1949    | ±       |
| ------------------------------------------------------------------ | --------- | ------ | -------- | ------- | ------- |
| Österreichische Volkspartei (ÖVP)                                  | 1.846.581 | 44,0 % | −5,8     | 77      | −8      |
| Sozialistische Partei Österreichs (SPÖ)                            | 1.623.524 | 38,7 % | −5,9     | 67      | −9      |
| Wahlpartei der Unabhängigen (WdU)                                  | 489.273   | 11,7 % | n.k.     | 16      | +16     |
| Kommunistische Partei Österreichs u. Linkssozialisten (Linksblock) | 213.066   | 5,1 %  | −0,3     | 5       | +1      |
| Demokratische Union (DU)                                           | 12.059    | 0,28 % | n.k.     | 0       | –       |
| Vierte Partei                                                      | 7.134     | 0,17 % | n.k.     | 0       | –       |
| Demokraticna fronta delovnegna ljudstva (DF)                       | 2.088     | 0,04 % | n.k.     | 0       | –       |
| Demokratische Partei Österreichs (DPÖ)                             | 5         | 0,00 % | −0,2     | 0       | –       |
| Wirtschaftspartei der Haus- und Grundbesitzer (Wirtschaftspartei)  | 3         | 0,00 % | n.k.     | 0       | –       |
| Österreichische Patriotische Union (ÖPU)                           | 0         | 0,00 % | n.k.     | 0       | –       |
| Gültige Stimmen                                                    | 4.193.733 | 100 %  | –        | 165     | –       |

n.k. = nicht kandidiert

## Ergebnisse in den Bundesländern
Hier werden die Ergebnisse in den Bundesländern aufgelistet.
| Partei | B      | K      | N    | O    | S    | St   | T    | V    | W    |
| ------ | ------ | ------ | ---- | ---- | ---- | ---- | ---- | ---- | ---- |
| ÖVP    | 52,6   | 33,7   | 54,1 | 44,9 | 43,7 | 42,9 | 56,3 | 56,4 | 35,6 |
| SPÖ    | 40,5   | 40,7   | 36,2 | 30,8 | 33,6 | 37,4 | 23,8 | 18,9 | 49,2 |
| WdU    | 03,9   | 20,6   | 04,3 | 20,8 | 18,6 | 14,5 | 17,4 | 21,9 | 06,8 |
| KPÖ    | 02,9   | 004,02 | 05,1 | 03,1 | 03,3 | 04,5 | 01,6 | 02,4 | 07,9 |
| DU     | 000,08 | 00,1   | 00,1 | 00,1 | 00,3 | 00,5 | 00,7 | 00,4 | 00,3 |
| VP     | 000,12 |        | 00,2 | 00,2 | 00,6 | 00,1 | 00,2 |      | 00,2 |
| DF     |        | 00,8   |      |      |      |      |      |      |      |
| DPÖ    |        | 00,0   |      |      |      |      |      |      |      |
| WP     |        |        | 00,0 |      |      |      |      |      |      |

## Folgen
Die ÖVP stellte mit Leopold Figl weiterhin den Bundeskanzler. Es wurde eine Große Koalition aus ÖVP und SPÖ gebildet. Die Bundesregierung Figl II amtierte ab dem 8. November 1949. Die Bundesregierung Figl III übernahm am 28. Oktober 1952 die Geschäfte.